# Leopoldo Laussat
Leopoldo Laussat Christiern (Alicante, 22 de marzo de 1838 - Madrid, 24 de diciembre de 1895) fue un político español, hijo del cónsul francés en Alicante, el banquero Javier Laussat y nieto del cónsul de Suecia, también en Alicante.
Estudió matemáticas en el Colegio de Saint-Barbe (París) y en el Colegio de Oscott, en el Reino Unido. En 1873 formaba parte del Centro Hispano-Ultramarino de Alicante y entre 1875 y 1876 fue presidente del Casino de Alicante. Fue uno de los fundadores y miembro del consejo de administración de la Caja de Ahorros de Alicante.
En 1874 fue concejal del Ayuntamiento de Alicante y vicepresidente de la diputación provincial. En 1875 participó en la fundación del Partido Constitucional como representante de los liberales de la comarca alicantina de la Marina Baja. De 18178 a 1880 fue presidente del comité provincial del futuro Partido Liberal Fusionista, y era propietario del diario El Liberal junto con Enrique Bushell y Laussat. Después de presentarse candidato al Congreso infructuosamente por los distritos electorales de Denia y Pego en las elecciones generales de 1876 y 1879, finalmente fue elegido por Denia en 1881. Al tratar de renovar su mandato en 1884, fue derrotado por el político conservador Antonio Torres Orduña. En 1886 fue nombrado senador por la circunscripción electoral de la provincia de Alicante.